# Sentharapatti
Sentharapatti é uma panchayat (vila) no distrito de Salem, no estado indiano de Tamil Nadu.

## Demografia
Segundo o censo de 2001,  Sentharapatti  tinha uma população de 13,891 habitantes. Os indivíduos do sexo masculino constituem 50% da população e os do sexo feminino 50%. Sentharapatti tem uma taxa de literacia de 57%, inferior à média nacional de 59.5%: a literacia no sexo masculino é de 65% e no sexo feminino é de 48%. Em Sentharapatti, 11% da população está abaixo dos 6 anos de idade.